# Grand Jeu (géostratégie)
Pour les articles homonymes, voir Le Grand Jeu et Nouveau Grand Jeu.

Carte des pays situés entre l'Angleterre et l'Inde (1855).

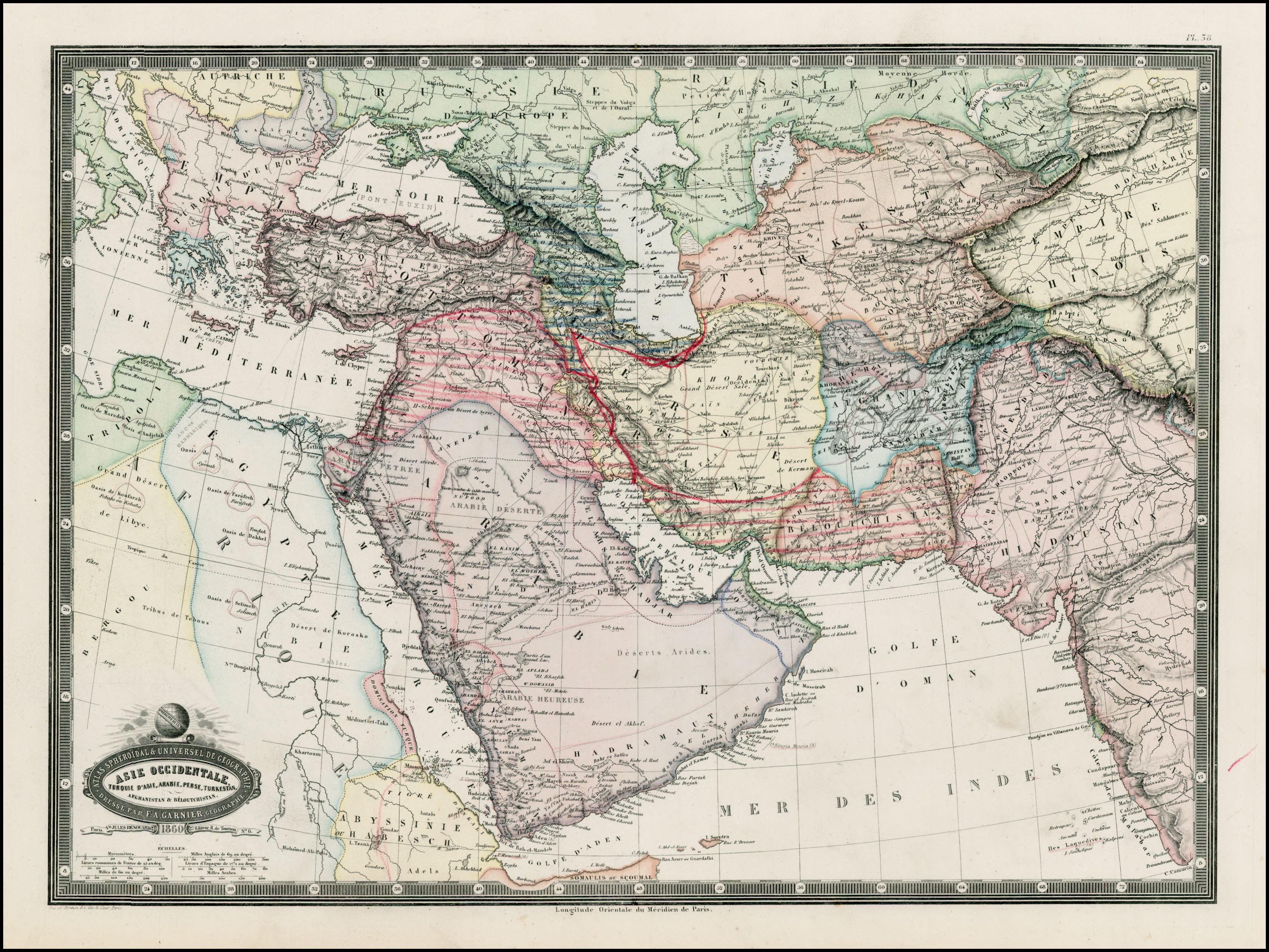
L'Asie occidentale en 1860 : Turquie, Arabie, Perse, Turkestan, Afghanistan et Balouchistan.

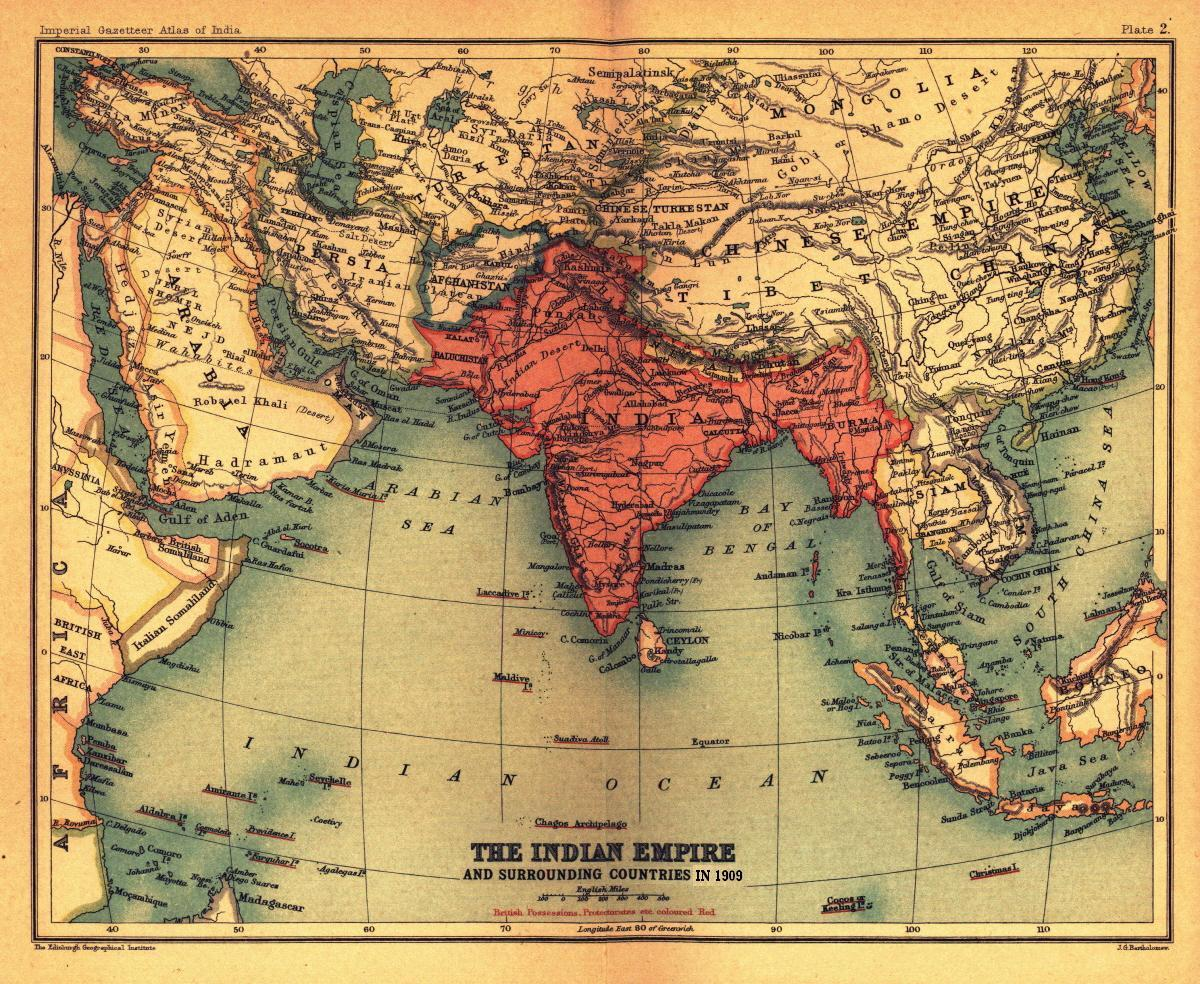
Le Raj en 1909.

Le Grand Jeu est la rivalité coloniale et diplomatique entre la Russie et le Royaume-Uni en Asie au XIXe siècle, qui a amené entre autres à la création des frontières de l'actuel Afghanistan, avec le corridor du Wakhan comme État tampon. 
L’expression Great Game, attribuée à l'officier britannique Arthur Conolly (qui l'utilise dans une correspondance en 1840), apparaît notamment dans le roman Kim, publié en 1901 par Rudyard Kipling.
Ces luttes d'influence ont opposé l'Empire russe et l'Empire britannique de 1813 jusqu'à la convention anglo-russe de 1907. L'Asie centrale était alors un « ventre mou » encore indépendant des puissances coloniales. Les deux puissances continuèrent de s'affronter lors de conflits secondaires, hérités du Grand Jeu, entre la révolution d'Octobre (1917) et l'indépendance de l'Inde (1947).
Les spécialistes de la géopolitique actuelle qualifient parfois de « Nouveau Grand Jeu » la lutte pour la domination de l'Eurasie, depuis les années 1990, avec pour principaux acteurs les États-Unis, la Russie et la Chine.

## Origine
Même si le terme de « Grand Jeu » est popularisé par le roman Kim publié en 1901, les stratégies géopolitiques qu'il désigne existaient bien avant. L'expression apparaît en 1857 dans l'ouvrage History of War in Afghanistan de John William Kaye, un officier britannique de l'armée des Indes. Kaye aurait emprunté cette formule à l'explorateur, écrivain et officier de renseignement britannique Arthur Conolly, un capitaine du 6e régiment de cavalerie légère du Bengale, au service de la Compagnie britannique des Indes orientales (BEIC), qui fut l’un des premiers à franchir les passes montagneuses entre l'Inde et l'Afghanistan avant d’être décapité par l'émir de Boukhara.

## Prémices
Pierre Ier de Russie est le premier tsar qui tenta d'accéder directement aux ressources minières de l'Asie centrale, notamment celles situées près des rives de l'Oxus (Amou-Daria) et connues dès l'Antiquité (par exemple pour le lapis-lazuli). Khiva est une ville sur l'Oxus où régnait un khan auquel Pierre Ier proposa d'assurer la sécurité personnelle et l'hérédité du trône pour ses descendants, en échange de privilèges commerciaux pour les Russes et de protection des caravanes contre les tribus pillardes turkmènes. Pierre envoya alors une expédition armée en avril 1717 commandée par le prince Bekovitch. Après une avancée difficile dans le désert, où beaucoup d'hommes périrent de soif, Bekovitch arriva enfin à Khiva où le khan lui fit un accueil apparemment chaleureux. Il accepta de loger Bekovitch et ses hommes mais à l'entrée de la ville. Bekovitch accepta pour ne pas froisser son hôte. C'était une ruse, le khan attaqua dans la nuit et seuls quarante Russes échappèrent au massacre. Khiva sauva ainsi son indépendance et la conserva encore un siècle et demi avant d'être finalement absorbée par l'Empire russe.

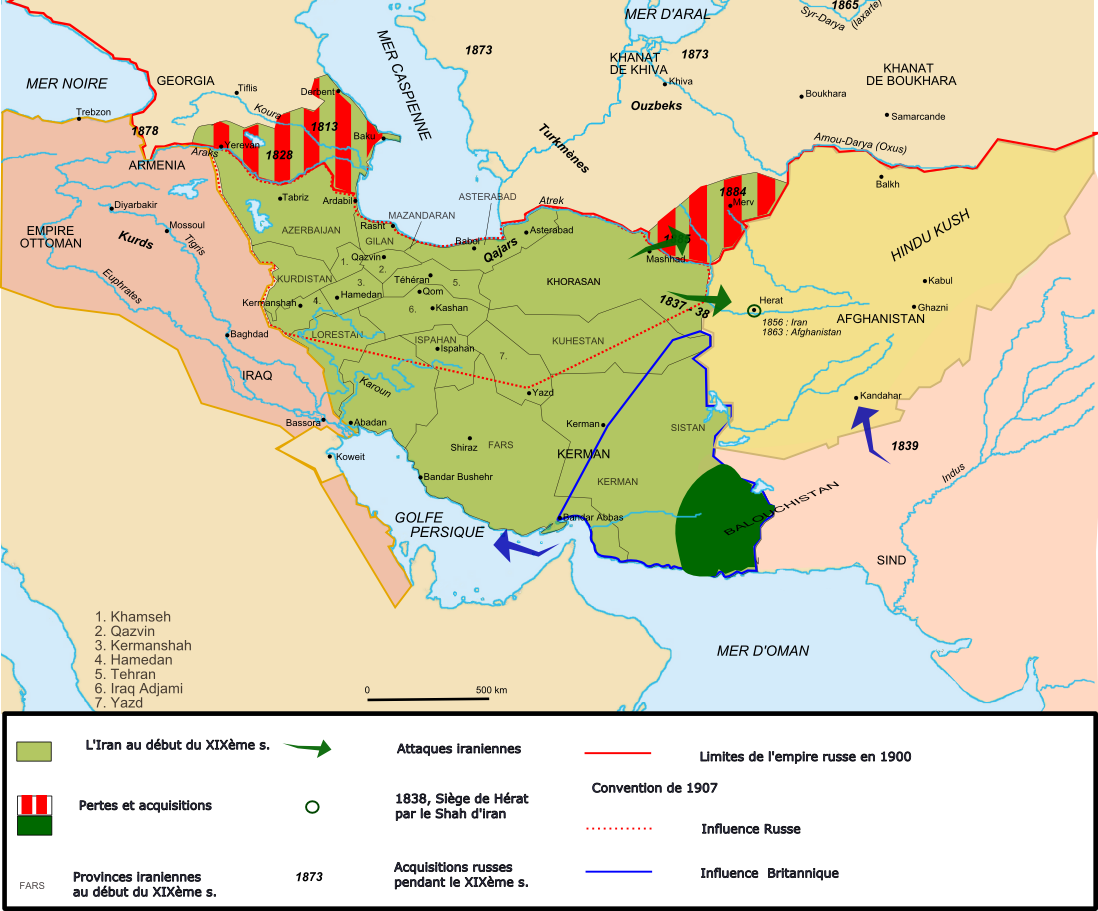
L’Iran sous la dynastie Kadjar.

Un des premiers Britanniques à se mettre en travers des ambitions russes fut Henry Dundas. En 1798, une rumeur affirmait que Bonaparte voulait conquérir les Indes après son débarquement en Égypte et en Syrie. Puissance continentale, l'empire russe cherchait alors à poursuivre ses progrès autour de la mer Noire et vers le Caucase, débutés depuis la fin du XVIIIe siècle au détriment de l'Empire ottoman, et garantis par les traités de Koutchouk-Kaïnardji et de Jassy et en direction de la Perse, amorcés à partir de 1804. Parallèlement les armées russes avancèrent à travers la Sibérie jusqu'au Pacifique et en Asie centrale. Ces conquêtes, la libération des peuples chrétiens des Balkans du joug ottoman et les visées russes vers les Détroits, accès à la Méditerranée, furent considérées comme une menace pour l'Empire britannique, première puissance maritime au monde et alliée de l'Empire ottoman.

## La théorie du Heartland
Pour le Royaume-Uni, le Grand Jeu s'articule autour d'une analyse géopolitique. Dans sa conférence intitulée The Geographical Pivot of History (« Le pivot géographique de l'histoire »), prononcée en janvier 1904 devant la Royal Geographical Society de Londres, Mackinder a formulé sa théorie du Heartland, et celle-ci a influencé la stratégie impériale britannique. Sa thèse principale est que la domination de l'Eurasie en tant que zone pivot (ou heartland, « cœur de la terre ») représente la clé de la suprématie mondiale. La Grande-Bretagne, première puissance maritime, ne peut avoir prise sur les vastes territoires de l'Eurasie en raison de sa position géographique et doit craindre un concurrent dangereux, également en quête d'expansion sur le continent, à savoir la Russie. Une puissance terrestre eurasienne comme la Russie, ou même l'Allemagne, voire une combinaison des deux, est susceptible de menacer à tout moment la suprématie britannique en Asie du Sud.

## XIXesiècle
L’Empire britannique cherchait à étendre l’Empire des Indes et à y protéger ses intérêts, tandis que l’Empire russe recherchait un accès à l’océan Indien. Une course pour la suprématie commença entre ces grandes puissances. Ainsi, de 1813 à 1907 (mise en place de la Triple-Entente), l'Angleterre et la Russie devinrent ennemies, mais ne s'affrontèrent jamais directement, en dehors de l'unique épisode de la guerre de Crimée. Au fil des années, les frontières des deux empires se rapprochèrent de plus en plus dans le Pamir notamment, avec l'avancée russe en Asie centrale et l'avancée des Britanniques au nord des Indes. Cette situation obligea les deux empires à définir leurs frontières au début du XXe siècle, en ménageant entre eux l'indépendance d'un « État tampon » (l'Afghanistan) qui s'expliquait aussi par la farouche résistance des tribus locales dans un environnement montagneux difficile à contrôler. C'est ainsi qu'en 1895 le territoire afghan augmenta sa superficie sur le corridor du Wakhan afin que sa frontière rejoigne la Chine et sépare l'Inde Britannique (aujourd'hui le Pakistan) et l'empire russe (aujourd'hui le Tadjikistan).
Tout au long du XIXe siècle, les dessins satiriques de la presse ont mis en scène l'« ours russe », le « lion britannique », le sultan ottoman en « homme malade de l'Europe » et le chat (Shah) de Perse.

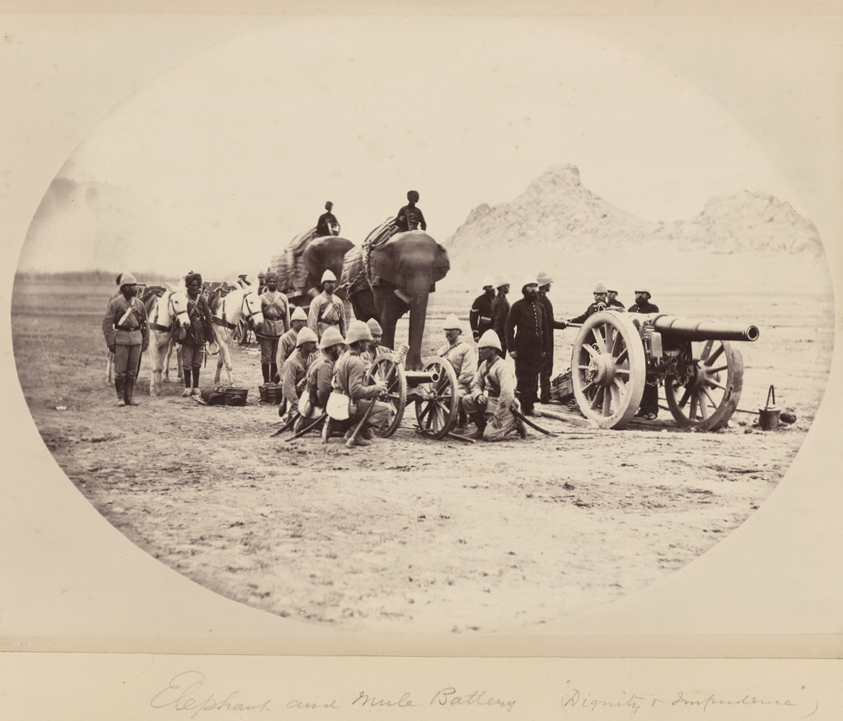
Batterie d'éléphants et de mules, deuxième guerre anglo-afghane (1878-1879).
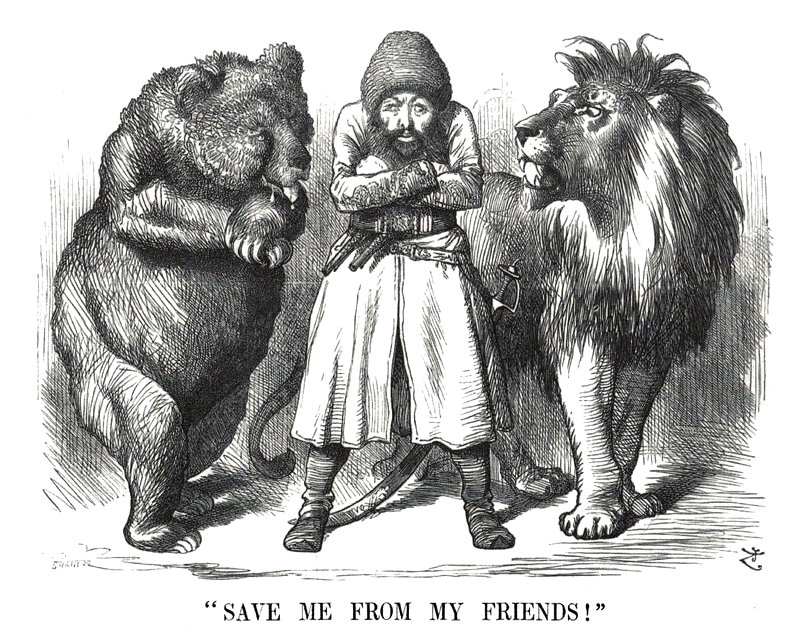
Portrait satirique de l'émir afghan Sher Ali Khan avec ses « amis » l'« ours russe » et le « lion britannique » (1878).
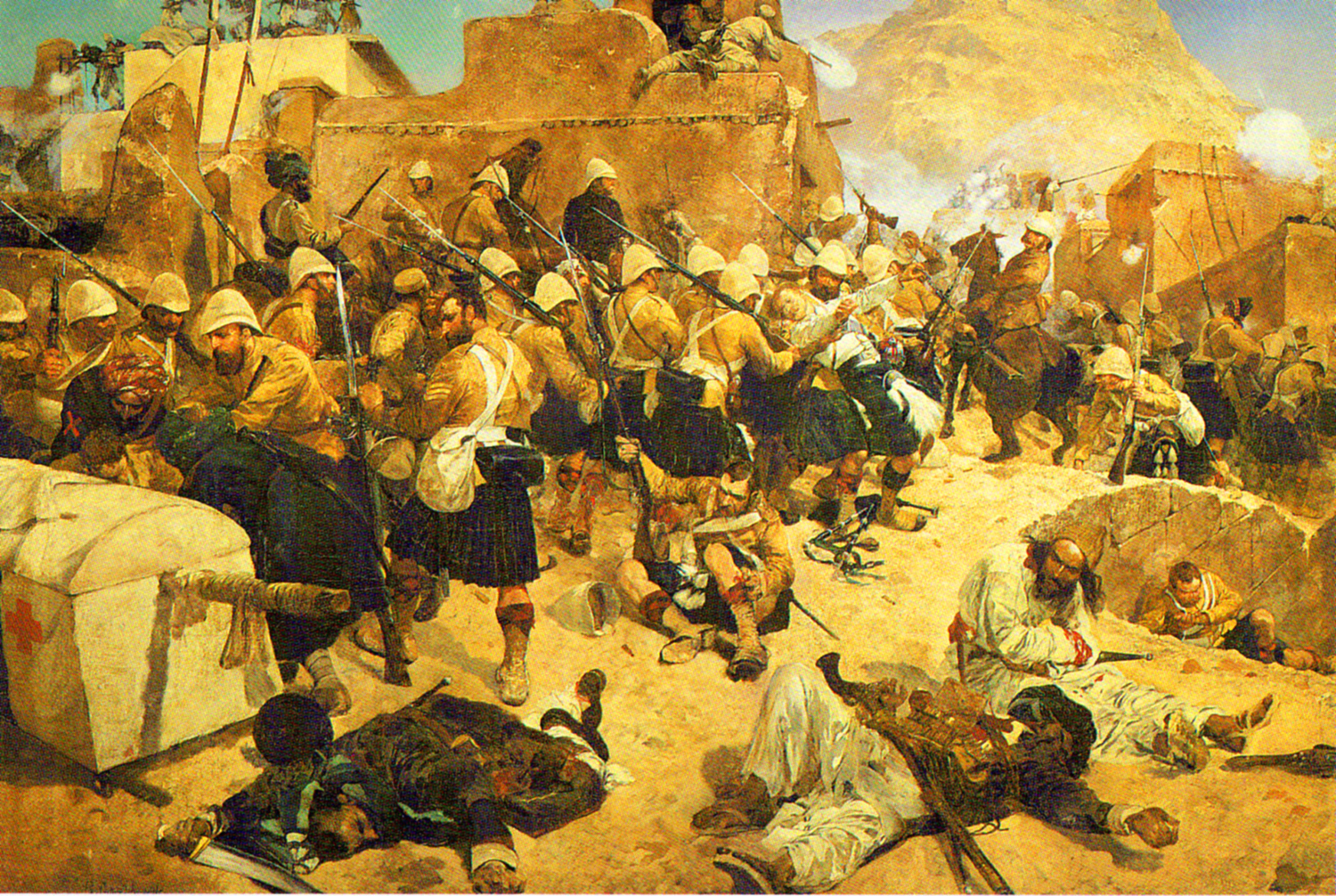
Le 92e régiment d'infanterie (Gordon Highlanders) à la bataille de Kandahar (1880) lors de la deuxième guerre anglo-afghane, par Richard Caton Woodville.
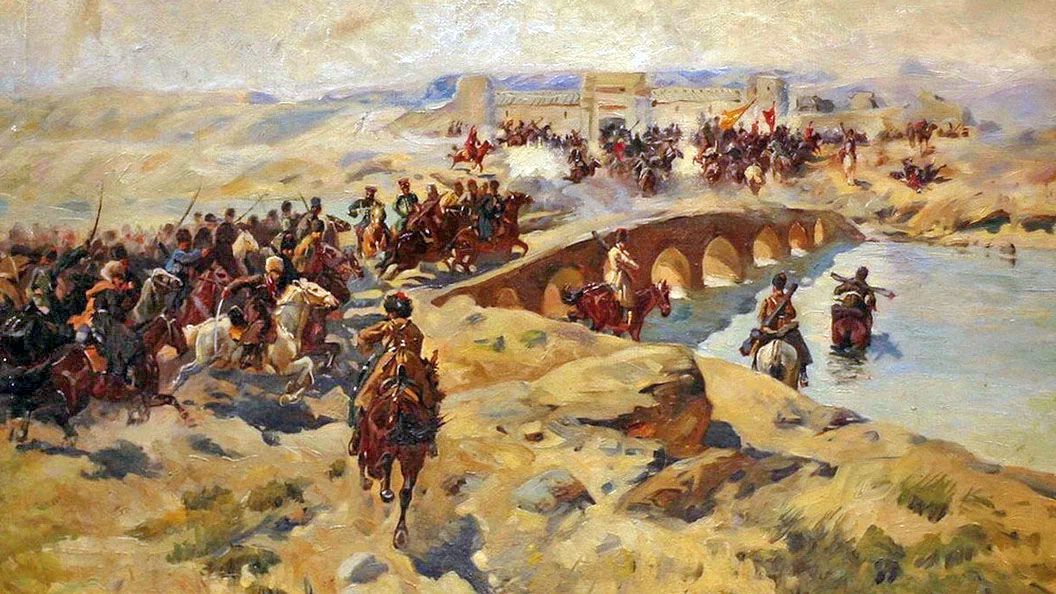
L'incident du Panjdeh (1885), par Franz Roubaud.

## XXesiècle
Le « Grand Jeu » dans un sens plus large se déroule également en Extrême-Orient, où les puissances occidentales profitent de la faiblesse temporaire de la Chine, alors très divisée, et se concurrencent mutuellement. Effet collatéral de cette situation, l’indépendance du Tibet est reconnue par les Britanniques, le 7 septembre 1904, dans la convention entre la Grande-Bretagne et le Tibet signée dans le palais du Potala entre le représentant britannique et le gouvernement tibétain. Cette indépendance ne dure qu’un demi-siècle avant que les Chinois n’y reviennent en force, tandis que celle de l’autre État vassal de la Chine, la Mongolie, est reconnue en 1911 par les Chinois eux-mêmes sur deux-tiers du pays (la République de Mongolie) seul le dernier tiers (Mongolie-Intérieure) restant chinois.
La défaite russe au terme de la guerre russo-japonaise en 1905, où l’Angleterre soutenait le Japon, marque le déclin de la puissance russe, qui ne tient pas le choc de la Première Guerre mondiale et s’effondre lors de la révolution de février 1917, suivie au bout de huit mois par le coup d’État bolchevique, l’Allemagne ayant financé le retour de Lénine en Russie en échange de la paix à l’Est (traité de Brest-Litovsk).
Après la fondation de l’URSS, le Grand Jeu devient triangulaire, avec un pôle libéral issu de l’« Entente cordiale » qui donne les « Alliés » occidentaux, un pôle communiste dont l’URSS est le pivot (son premier « État satellite » est la Mongolie dès 1924) et un pôle nationaliste et raciste (principalement fasciste, nazi et grand-nippon) qui donne l’« Axe ». Ces trois pôles s’affrontent entre autres à travers la guerre civile espagnole et surtout lors de la Seconde Guerre mondiale, au début de laquelle le premier se trouve d’abord isolé jusqu’à ce que l’attaque allemande contre l’URSS et l’attaque japonaise contre les États-Unis changent l’équilibre du conflit en mettant du même côté les ressources des empires coloniaux britannique et français, les masses humaines de l'Armée rouge et la haute productivité de l'industrie nord-américaine.

## Dans la culture

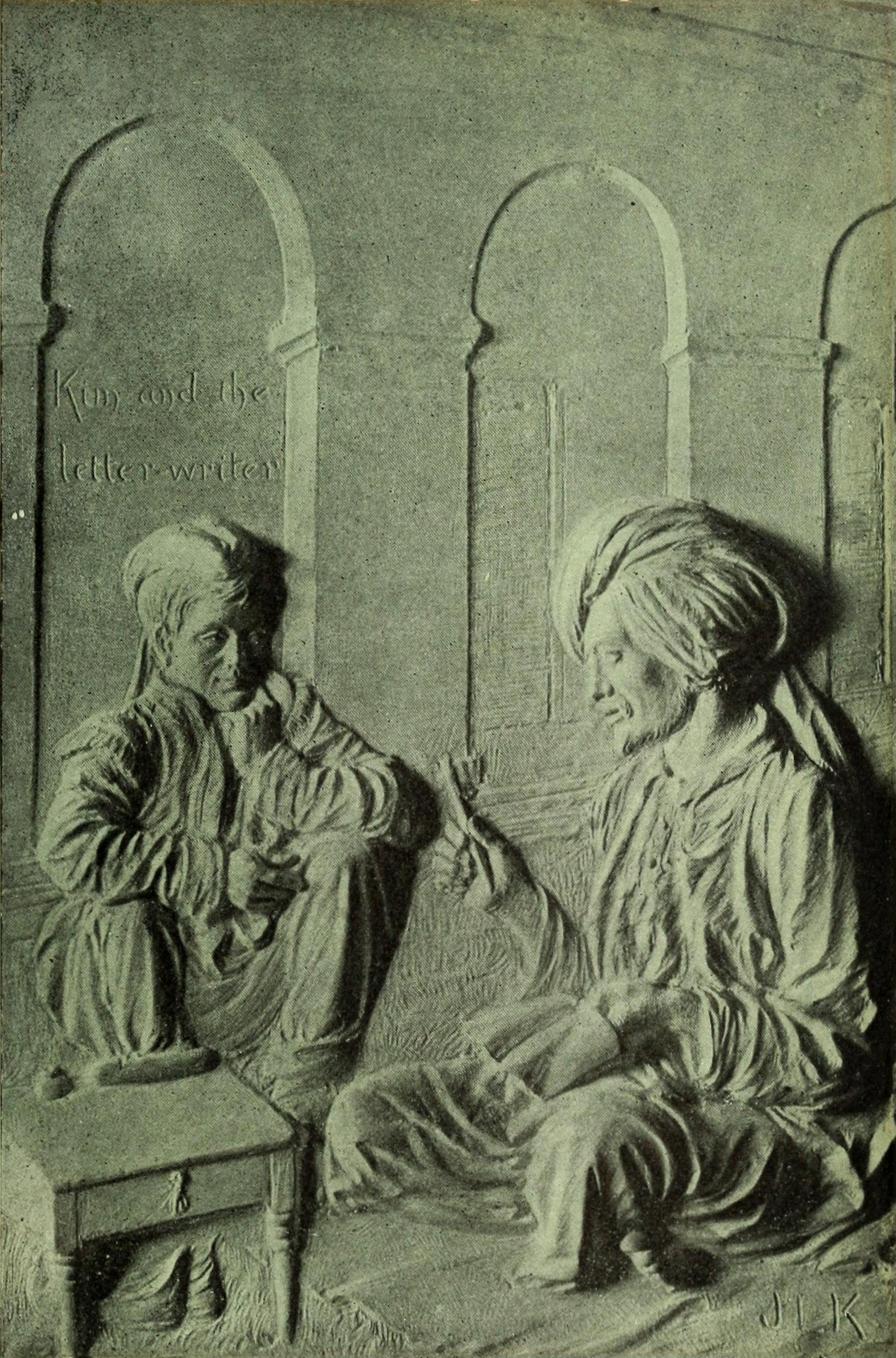
Illustration de John Lockwood Kipling pour Kim, de Rudyard Kipling. When every one is dead the Great Game is finished. Not before.

Dans les arts visuels, les conflits liés au Grand Jeu sont représentés notamment par Elizabeth Thompson et Richard Caton Woodville, ou du côté russe par Vassili Verechtchaguine et Franz Roubaud.
Rudyard Kipling évoque la rivalité russo-britannique à de nombreuses reprises dans son œuvre, sous forme courte comme la nouvelle The Man who was, longue comme son roman Kim qui raconte la vie d'un espion, Kimball O'Hara, à la solde de l'Angleterre pendant la période du Grand Jeu, ou de façon incidente dans d'autres ouvrages comme Gunga Din, L'Homme qui voulut être roi, etc. D'autres écrivains, comme Francis Yeats-Brown (Les Trois Lanciers du Bengale), perpétuent la légende du Raj et l'ombre russe qui plane au nord-ouest.
Au cinéma, Les Trois Lanciers du Bengale, Gunga Din, Les 55 Jours de Pékin, La Charge de la brigade légère ou L'Homme qui voulut être roi représentent la mythologie du Grand Jeu en Occident, tandis qu'en URSS le film de référence est plutôt Le Soleil blanc du désert.
Dans la série des James Bond , le Grand Jeu ne se joue plus selon le schéma classique « Empire britannique versus URSS » dans l'optique de Samuel Huntington, mais selon le schéma « MI-6 allié à la CIA et au KGB ou au MSS chinois, contre le « Spectre », organisation mafieuse et terroriste internationale, et contre divers autres trafiquants, entrepreneurs et magnats de presse mégalomanes, qui incarnent l'ennemi, illustrant le vœu des scénaristes de voir les États lutter ensemble contre les appétits d'acteurs économiques sans scrupules, conformément à la vision de Joseph Stiglitz.
Dans la bande dessinée, le Grand Jeu est le cadre historique de la série de bande de dessinée Lester Cockney, de Franz, qui commence après la destitution de l'émir Dust Mohammad au profit de Shah Shuja en 1839, épisode initiant la première guerre anglo-afghane. Le Grand Jeu sert également de toile de fond au manga Bride Stories de Kaoru Mori, publié à partir de 2009, et qui retrace les coutumes des clans nomades d'Asie centrale.
Il constitue aussi le thème du jeu de plateau Pax Pamir, dans lequel les joueurs doivent choisir d'appartenir à l'une des trois coalitions afghane, russe ou anglaise, pouvant changer de coalition en cours de partie.